# Rhodoneura parallelina
Rhodoneura parallelina is een vlinder uit de familie van de venstervlekjes (Thyrididae). De wetenschappelijke naam van de soort is voor het eerst geldig gepubliceerd in 1898 door Leech.